# 名鉄ワ180形貨車
名鉄ワ180形貨車（めいてつワ180がたかしゃ）とは、かつて名古屋鉄道で運用されていた木造貨車（有蓋車）である。
元は三河鉄道の木造有蓋車である。ここでは三河鉄道時代に有蓋緩急車に改造されたワフ90形についても記述する。

## 概要
- 元は1914年（大正3年）に天野工場で製造された三河鉄道の7 t 積木造有蓋車ワ200形（ワ201 - ワ212）である。貨物量の増加に伴い1917年（大正6年）に8 t 積に改造され、1927年（昭和2年）に10 t 積に改造される。1928年（昭和3年）に3両が鉄骨木造車体の有蓋緩急車に改造され、ワブ50形とほぼ同型のワブ60形（ワブ61 - ワブ63）となる。ワ200形は事故により2両が廃車され、1931年（昭和6年）にワ180形に改番、同時に車番も整理され、ワ181 - ワ187の7両となる。1941年（昭和16年）に三河鉄道が名古屋鉄道に合併すると名古屋鉄道に引き継がれ、ワ180形は改番されなかったがワブ60形はワフ90形（ワフ91 - ワフ93）に改番される。
- ワ180形は西部線や三河線で運用され、1961年（昭和36年）に形式消滅。ワフ90形は三河線で運用され、昭和20年代後半に空気制動を設置する。1965年（昭和40年）に形式消滅。